# Usina Nuclear de Trillo
40° 42′ 04″ N, 2° 37′ 19″ O

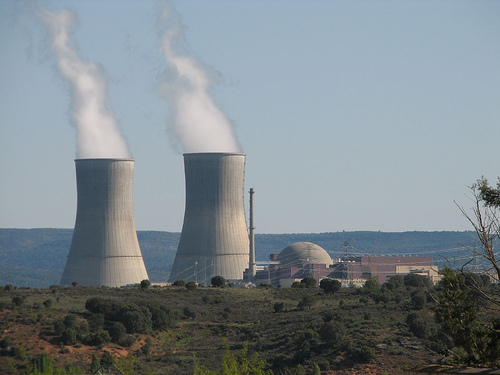
Usina Nuclear de Trillo.

A Usina nuclear de Trillo é uma usina localizada na Espanha
Ela consiste em um reator de água pressurizada (PWR) de 1066 MWe. A construção da unidade 1 começou em 1979 e entrou em criticalidade pela primeira vez em 14 de maio de 1988, sendo projetada pela Siemens-KWU para operar como carga de base, com capacidade para gerar mais de 8 milhões de KWh por ano.
Uma segunda unidade idêntica foi cancelada logo após o início da construção por causa de uma mudança de governo.